# Mrs. Brisby und das Geheimnis von NIMH
Mrs. Brisby und das Geheimnis von NIMH (im Original: The Secret of NIMH) ist ein Zeichentrickfilm aus dem Jahr 1982 nach der Romanvorlage Frau Frisby und die Ratten von Nimh (Originaltitel: Mrs. Frisby and the Rats of NIMH) von Robert C. O’Brien. Er wurde von Aurora Pictures produziert und von United Artists herausgebracht. Regie führte Don Bluth. Erstaufführung in Deutschland war der 15. Juli 1982.

## Handlung
Die Geschichte beginnt nach einer kurzen Einleitung, in welcher Nicodemus mit einem Amulett in der Hand erklärt, dass Jonathan Brisby ums Leben kam, während er seinen Freunden bei der Durchführung eines Plans geholfen hat.
Die nun verwitwete Mrs. Brisby, eine Waldmaus, sucht den sehr beschäftigt wirkenden Mr. Ages – auch eine Waldmaus – auf und bittet ihn um Medizin für ihren kleinen Sohn Timmy. Laut Mr. Ages Ferndiagnose leidet Timmy an einer Lungenentzündung und muss in den nächsten drei Wochen strenge Bettruhe einhalten. Samt der Medizin macht sich Mrs. Brisby auf den Heimweg zu einem alten Zementblock mitten auf einem Feld und trifft Jeremy. Die etwas tollpatschige Krähe ist auf der Suche nach einer Freundin. Beide werden kurz darauf von dem bösartigen Kater Dragon verfolgt, können aber entkommen.
Unterdessen trifft in der Wohnung der Brisbys Tante Shrew ihre Kinder, die sich ein Wortgefecht mit ihr liefern. Als sie wutentbrannt wieder gehen will, trifft Mrs. Brisby ein, der sie noch mitteilt, dass der „Tag des Umzugs“ bald vor der Tür steht. Nachdem Mrs. Brisby ihren Timmy versorgt hat und alle ins Bett schickt, sieht man vor dem Haus der anwohnenden Menschen eine Kohorte Ratten ein Stromkabel durch den Garten hin zu einem leuchtenden Rosenbusch tragen.
Am nächsten Morgen wirft der Bauer die Pflugmaschine an, um sein Feld zu pflügen; sämtliche Tiere fliehen in Panik („der Tag des Umzugs“). Mrs. Brisby jedoch ist in der Zwickmühle, denn ihr Sohn stirbt, wenn er seine Bettruhe nicht einhält. Während Tante Shrew mit den anderen Kindern das Weite suchen soll, beschließt Mrs. Brisby, die Pflugmaschine aufzuhalten, was ihr zusammen mit Tante Shrew – welche sie eigentlich davon abhalten will – auch gelingt. Da dies das Unglück aber nur hinauszögert, will Mrs. Brisby den Rat der alten Eule suchen.
Nachdem Jeremy sie dorthin fliegt, trifft sie die altehrwürdige und furchteinflößende Eule, und erhält den Rat, die Ratten im Rosenbusch bei ihrem Umzug in den „Schutz des Steines“ um Hilfe zu bitten, bei denen der Name „Brisby“ durch ihren verstorbenen Jonathan Brisby nicht unbekannt sei. Dort im Rosenbusch soll sie eine Ratte namens Nicodemus aufsuchen. Bevor Mrs. Brisby den Rosenbusch betritt, bittet sie Jeremy, ihre Kinder zu beschützen, falls der Bauer mit dem Pflug wiederkommt.
Im Garten des Bauers dringt sie in den düsteren und dornigen Rosenbusch ein, wird aber vor dem eigentlichen Eingang des Rattenbaus von dem Wächter Brutus wieder verscheucht. Plötzlich taucht Mr. Ages auf, der sich in dem Rosenbusch anscheinend sehr gut auskennt. Er erklärt, dass Nicodemus der Anführer der Ratten ist, und bringt sie Meter um Meter tiefer unter die Erde. Auf dem Weg treffen sie auf den freundlichen Justin, den Kapitän der Wache, dem es offenbar eine Ehre ist, Mrs. Brisby kennenzulernen. Zu dritt gehen sie weiter und sprechen von einem großen Plan, den die Ratten (augenscheinlich zusammen mit Mr. Ages) verfolgen.
Sie betreten eine Ratsversammlung der Ratten, die in einem Disput über jenen Plan stecken. Die Verfechter des Plans möchten ihre Nahrung nicht weiter stehlen und auch nicht mehr „wie Ratten“ leben, sondern in Ehre und Würde, ohne Unrecht zu tun. Die Gegner rund um den bösen Jenner hingegen sind zufrieden mit der Situation der Ratten. Der Plan sieht vor, dass die Ratten die Gegend verlassen und nach Thorn Valley ziehen. Der Rat stimmt zu, zuvor Mrs. Brisbys Wohnung zu verlegen und sie so vor dem Pflug zu retten.
Währenddessen wurde Jeremy von Tante Shrew gefangen genommen und gefesselt, da sie geargwöhnt hatte, dass Jeremy die Kinder fressen würde.
Danach trifft Mrs. Brisby endlich auf Nicodemus selbst, der ihr erklärt, dass einige Ratten und Mäuse damals in einem Versuchslabor (N.I.M.H. – National Institute of Mental Health, zu deutsch etwa: Nationales Institut für geistige Gesundheit) gelebt hatten, dort durch verschiedene Experimente intelligent wurden und vor vier Jahren fliehen konnten. Auf der Flucht überlebten aber nur zwei der Mäuse: Mr. Ages und ihr verstorbener Ehemann Mr. Jonathan Brisby. Letzterer hatte allen die Flucht ermöglicht. Er starb, als er die Katze des Bauern (Dragon) zu betäuben und abzulenken versuchte, was Mrs. Brisby erst jetzt erfährt, da sie die Umstände seines Todes nie in Erfahrung bringen konnte. Nicodemus schenkt Mrs. Brisby ein magisches und „schlafendes“ Amulett, das seine Kraft nur für ein tapferes Herz entfalte.
Der niederträchtige Jenner plant derweil einen „Unfall“ des Brisby-Hauses bei dem Umzug, den Sullivan, sein Handlanger, durchführen soll. Dabei soll Nicodemus ums Leben kommen, damit der große Plan der Ratten nicht durchgeführt würde.
Als Mrs. Brisby den Bau der Ratten wieder verlässt, um zu ihrem Haus zu gehen, um die Kinder auf den bevorstehenden Umzug vorzubereiten, trifft sie auf Jeremy, der sich in der Zwischenzeit befreien konnte und auf der Flucht vor Tante Shrew ist.
Mrs. Brisby bittet ihn, so viele Schnüre wie möglich zu besorgen, um damit ihr Haus zu versetzen.
In der Dunkelheit des Abends bringt Justin Mrs. Brisby in die Wohnung der Menschen. Sie hat das Ziel, den Kater Dragon zu betäuben. Der Plan gelingt zwar, doch wird Mrs. Brisby von einem Kind des Bauern gefangen und als Haustier in einen Vogelkäfig gesperrt. Justin aber muss fort, um den Umzug des Brisby-Hauses zu überwachen. Die gefangene Mrs. Brisby hört einen Telefonanruf des Bauern mit, laut dem NIMH bereits am nächsten Morgen den Rosenbusch der Ratten zerstören, bzw. die Ratten einfangen will. Sie beschließt, die Ratten zu warnen, und kann sich schließlich befreien.
Währenddessen gelingt das Attentat von Jenner. Er selbst – sein Handlanger weigert sich und wird dafür von Jenner verletzt – zerschneidet die Schnüre, an denen der hochgehievte Zementblock hängt, welcher den Anführer der Ratten tötet. Als Mrs. Brisby schließlich eintrifft, um die Ratten zu warnen, will Jenner sie ebenfalls umbringen, doch Justin wirft sich dazwischen und verletzt ihn. Als der vermeintlich Besiegte kurz darauf zu einem letzten Schlag ausholt, trifft ihn ein Messer seines Handlangers in den Rücken, bevor auch dieser seinen Verletzungen erliegt.
Justin will den großen Plan an Nicodemus’ Stelle nun fortführen, doch plötzlich droht der Zementblock der Brisbys im Schlamm zu versinken. In Todesangst um ihre Kinder, die nun in dem Zementblock eingesperrt sind, muss sie hilflos mit ansehen, wie ihr Haus untergeht. Justin rettet sie davor, mit im Schlamm zu versinken. Verzweifelt und auf festem Boden beginnt auf einmal das Amulett um ihren Hals zu leuchten. Es wird immer heller, eine starke Kraft scheint von ihm auszugehen und dann auch Mrs. Brisby einzunehmen. Sie starrt gebannt auf die Stelle, an der ihr Heim und ihre Familie versunken sind, und nimmt wie in Trance eine der dünnen Schnüre in die Hand, die noch immer an dem Zementblock hängen. Er beginnt zu glühen, und langsam erhebt sich ihre Wohnung aus dem Schlamm, schwebt langsam durch die Luft bis hinüber in den Schutz des Steines. Mrs. Brisby bricht erschöpft zusammen, nachdem sie ihre Familie gerettet hat.
Am nächsten Morgen scheint die Sonne, während Mrs. Brisby mit ihren Kindern zusammen sitzt. Timmy scheint es ein wenig besser zu gehen, da er sich beschwert, weil er das Haus nicht verlassen darf. Die Familie wird von Jeremy besucht, der seinen ganzen Vorrat an Schnüren vorbeibringt, nur um festzustellen, dass das Haus schon versetzt worden ist. Just in dem Moment stößt er mit einer weiblichen Krähe zusammen, die genauso tollpatschig ist wie er. Mrs. Brisby erwähnt noch, dass sie das Amulett an Justin weitergegeben habe, der jetzt der Anführer der Ratten sei und sie nach Thorn Valley führen würde. Jeremy und seine neue Freundin fliegen in der letzten Filmsequenz in einem Liebestanz davon.

## Kritiken
„Zum Teil sehr fantasievoll gestaltet, findet der Zeichentrickfilm nicht die rechte Balance zwischen Fantasyelementen und eher oberflächlich-lustigen Passagen, so daß die Geschichte auseinanderfällt. Einige allzu angsteinflößende Szenen lassen ihn für kleinere Kinder nur bedingt geeignet erscheinen.“

„Die Animationstechnik orientiert sich deutlich am klassischen Disney-Stil, auf den sich Bluth mit liebevoller Sorgfalt versteht. Neben wunderschönen ‚Fantasia‘-Effekten und witzigen Tierfiguren kommen allerdings auch jene groben Süßlichkeiten vor, die das Vergnügen (wenigstens für erwachsene Zuschauer) bisweilen mindern.“

## Sonstiges
Der Name „Brisby“ hat sich erst gegen Ende der Produktion entwickelt, nachdem der eigentliche, originale Name „Frisby“ zu sehr dem Frisbee glich. Um Verwicklungen mit dem Frisbee-Hersteller Wham-O zu vermeiden, wurde das F zu einem B, was einige neue Synchronisationen und neue Tonbearbeitungen erforderte.

## Synchronisation
| Rolle             | Deutscher Sprecher | Englischer Sprecher |
| ----------------- | ------------------ | ------------------- |
| Auntie Shrew      | Alice Franz        | Hermione Baddeley   |
| Die Alte Eule     | Herbert Weicker    | John Carradine      |
| Jenner            | Michael Cramer     | Paul Shenar         |
| Jeremy, die Krähe | Horst Sachtleben   | Dom DeLuise         |
| Justin            | Michael Brennicke  | Peter Strauss       |
| Martin            | Andreas Klein      | Wil Wheaton         |
| Mr. Ages          | Michael Habeck     | Arthur Malet        |
| Mrs. Brisby       | Christina Hoeltel  | Elizabeth Hartman   |
| Nicodemus         | Holger Hagen       | Sir Derek Jacobi    |
| Sullivan          | Bruno W. Pantel    | Aldo Ray            |

## Auszeichnungen
Der Film erhielt folgende Auszeichnung oder wurde nominiert:
| 1983 | Academy of Science Fiction, Fantasy & Horror Films, USA | Saturn Award       | Mrs. Brisby und das Geheimnis von NIMH | Best Animated Film                                 | Gewonnen  |
| 1983 | Academy of Science Fiction, Fantasy & Horror Films, USA | Saturn Award       | Mrs. Brisby und das Geheimnis von NIMH | Best Fantasy Film                                  | Nominiert |
| 1983 | Young Artist Awards                                     | Young Artist Award | Mrs. Brisby und das Geheimnis von NIMH | Best Family Feature – Animated, Musical or Fantasy | Nominiert |

## Fortsetzung
Die Fortsetzung Timmy und das Geheimnis von Nimh wurde 1998 nur für den Video- bzw. DVD-Markt produziert. Don Bluth und sein Team waren bei der Produktion nicht beteiligt. Der Film konnte an den Erfolg des ersten Films nicht anknüpfen und verschenkte sein mögliches Potenzial. Im Film geht es um den mittlerweile erwachsen gewordenen jüngsten Sohn Timmy, der sich auf die Suche nach den Ratten in Thorn Valley macht. Die ehemalige Hauptfigur Mrs. Brisby hat nur einen kurzen Auftritt am Anfang und Ende des Films und zeigt Spuren des Alterungsprozesses. Dies wurde von den Zuschauern sehr kritisiert und negativ bewertet.